# Nous'che Rosenberg
Pour les articles homonymes, voir Rosenberg.
Nous'che Rosenberg (né en 1965) est le second guitariste du groupe Rosenberg Trio, un groupe de Jazz manouche. Il est le frère du bassiste du groupe, et le cousin du guitariste soliste.